# Стрельба в Накхонратчасиме
Стрельба в Накхонратчасиме — массовое убийство, совершённое 8 февраля 2020 года в городе Накхонратчасима (провинция Накхонратчасима, Таиланд), когда 31-летний старший сержант Вооружённых сил Таиланда Джакрапант Томма (род. 4 апреля 1988 года), дезертировавший с военной базы, расстреляв своих сослуживцев, позже открыл беспорядочную стрельбу по гражданским лицам у торгового центра «Терминал 21», затем захватив в заложники 16 человек. В результате действий преступника погибли по меньшей мере 30 человек и 57 получили ранения. В конечном итоге нападавший был убит в перестрелке с сотрудниками полиции.

## Подозреваемый
Старший сержант 1-го класса Джакрапант Томма (4 апреля 1988 — 9 февраля 2020), родился в провинции Чайяпхум. До этого инцидента он находился на военной базе Суратампхитак, где и произошла первая стрельба. Ранее он проходил подготовку в качестве унтер-офицера и был опытным стрелком.

## Ход событий
В субботу 8 февраля 2020 года около 15:30 по местному времени 31-летний старший сержант Джакрапант Томма, находящийся на военной базе «Surathampithak», застрелил своего командира полковника Анантарота Красе и ещё двоих сослуживцев. После чего, вооружившись двумя штурмовыми винтовками Type 11 и по меньшей мере 700 патронами к ним, в полной военной экипировке (бронежилет и каска) он, угнав армейский внедорожник HMMWV, дезертировал с места несения службы.
Сразу после этого Томма приехал в город, где открыл беспорядочную стрельбу по прохожим, в результате которой было ранено 4 человека, в том числе двое сотрудников полиции. Затем дезертир подъехал на автомобиле к торговому центру «Терминал 21», выстрелил по зданию из гранатомета и открыл огонь по находившимся возле него людям. Все свои действия преступник транслировал в прямом эфире на личной странице в Facebook, которая в конечном итоге была удалена администрацией сайта. Расстреляв людей на входе в торговый центр, Томма проник в здание, где продолжил вести огонь и захватил в заложники 16 человек, с которыми забаррикадировался в одном из помещений на 4 этаже.
Подоспевшая полиция вскоре начала штурм здания. В то же самое время преступник спустился с заложниками в подвальные помещения торгового центра. Дабы запутать оцепивших здание сотрудников полиции, он вышел на многоэтажную автостоянку, прилегающую к торговому центру, где обстрелял сотрудников правоохранительных органов, убив одного и ранив ещё троих из них, а также несколькими выстрелами подорвал газовый баллон в прилегающем к зданию кафе под открытым небом, вызвав таким образом возгорание. По этой причине полиция ошибочно думала, что убийце удалось скрыться с места преступления. В конечном итоге 9 февраля около 9:13 утра по местному времени стрелявший был убит в перестрелке с обнаружившими его укрытие сотрудниками полицейского спецназа.